# Jana Gereková
Jana Gereková (ur. 27 listopada 1984 w Liptowskim Mikułaszu) – słowacka biathlonistka, jej największym sukcesem jest 9. miejsce w sztafecie w czasie Mistrzostw Świata w Biathlonie w 2008 roku. Najważniejszy sukces indywidualny odniosła w sezonie 2012/2013, gdzie dwukrotnie zajęła 6. miejsce w sprincie w Östersund i Ruhpolding.

## Osiągnięcia

### Igrzyska olimpijskie
| Rok  | Miejscowość | Konkurencje | Konkurencje | Konkurencje | Konkurencje | Konkurencje | Konkurencje | Konkurencje |
| Rok  | Miejscowość | IN          | SP          | PU          | MS          | RL          | MR          | SR          |
| ---- | ----------- | ----------- | ----------- | ----------- | ----------- | ----------- | ----------- | ----------- |
| 2006 | Turyn       | 59.         | –           | –           | –           | –           | nd.         | –           |
| 2010 | Vancouver   | 46.         | 40.         | 40.         | –           | 12.         | nd.         | –           |
| 2014 | Soczi       | 50.         | 43.         | 35.         | –           | 13.         | 5.          | –           |

### Mistrzostwa Świata
| Rok  | Miejscowość          | Konkurencje | Konkurencje | Konkurencje | Konkurencje | Konkurencje | Konkurencje | Konkurencje |
| Rok  | Miejscowość          | IN          | SP          | PU          | MS          | RL          | MR          | SR          |
| ---- | -------------------- | ----------- | ----------- | ----------- | ----------- | ----------- | ----------- | ----------- |
| 2006 | Pokljuka             | nd.         | nd.         | nd.         | nd.         | nd.         | 13.         | –           |
| 2007 | Anterselva           | 84.         | 66.         | –           | –           | 15.         | –           | –           |
| 2008 | Östersund            | 46.         | 42.         | 53.         | –           | 9.          | 14.         | –           |
| 2010 | Chanty-Mansyjsk      | nd.         | nd.         | nd.         | nd.         | nd.         | 14.         | –           |
| 2011 | Chanty-Mansyjsk      | DNS         | 17.         | 8.          | 28.         | 7.          | 12.         | –           |
| 2012 | Ruhpolding           | 13.         | 53.         | 31.         | 11.         | 8.          | 7.          | –           |
| 2013 | Nové Město na Moravě | 62.         | 11.         | 18.         | 10.         | 8.          | 7.          | –           |
| 2015 | Kontiolahti          | 64.         | 12.         | 14.         | 12.         | 19.         | 17.         | –           |
| 2016 | Oslo                 | 38.         | 40.         | 46.         | –           | 14.         | 17.         | –           |
| 2017 | Hochfilzen           | 41.         | 62.         | –           | –           | –           | 12.         | –           |

### Puchar Świata
| Sezon     | Miejsce |
| --------- | ------- |
| 2007/2008 | 79.     |
| 2009/2010 | 69.     |
| 2010/2011 | 41.     |
| 2011/2012 | 28.     |
| 2012/2013 | 23.     |
| 2013/2014 | 30.     |
| 2014/2015 | 19.     |
| 2015/2016 | 43.     |
| 2016/2017 | 60.     |

#### Miejsce na podium w zawodach
(drużynowo)
| Nr | Dzień     | Rok  | Miejscowość | Konkurencja       | Loc. | Strzelanie | Czas biegu  | Strata   | Zwycięzca |
| -- | --------- | ---- | ----------- | ----------------- | ---- | ---------- | ----------- | -------- | --------- |
| 1. | 10 lutego | 2012 | Kontiolahti | Sztafeta mieszana | 3    | 0+8        | 1:27:06.5 h | + 43.6 s | Francja   |